# عبری مزراحی
عبری مزراحی یا عبری خاوری به هر دستگاه تلفظی از عبری توراتی گفته می‌شود که مزراحی‌ها یا یهودیان کشورهای عربی و جهان اسلام برای آیین‌های مذهبی آن را به کار می‌برند و از عربی، فارسی و سایر زبان‌های آسیا تأثیر پذیرفته‌است. به این ترتیب، عبری مزراحی در واقع یک واژه عمومی برای گویش‌های بسیاری است.
گرچه عبری سفاردی نیز در خاورمیانه و شمال آفریقا رایج است، اما جزو این گروه به‌شمار نمی‌رود. سفاردی‌ها یهودیانی بودند که از اسپانیا اخراج شدند و در میان مزراحی‌ها، به ویژه در کشورهایی مانند سوریه و مراکش، ساکن شدند. همگرایی نسبتاً بالایی میان عبری سفاردی و تلفظ‌های محلی عبری وجود داشت. عبری یمنی نیز کاملاً جداگانه در نظر گرفته می‌شود، زیرا دارای دستگاه تلفظی کاملاً متفاوتی برای حروف صدادار است.